# Український прикордонний округ
Український прикордонний округ — військово-адміністративне оперативне об'єднання (прикордонний округ) прикордонних військ ОДПУ-НКВС-МВС-МДБ СРСР (до 1954 року).

## Історія формування
13 жовтня 1922 року був виданий наказ ДПУ № 425 «Про формування Окремого прикордонного корпусу військ ДПУ», відповідно до якого 27 жовтня 1922 року був утворений Український прикордонний округ ДПУ із центром у місті Вінниці. Прикордонна охорона Українського округу поділялася на три губернські прикордонні частини: Волинську, Подільську і Одеську.
Пізніше округ був реорганізований в Управління прикордонної і внутрішньої охорони ДПУ Української СРР із центром у Харкові. У 1934 році центр був перенесений у місто Київ, а Управління прикордонної і внутрішньої охорони передано в розпорядження НКВС УСРР. У серпні 1937 році Управління прикордонної і внутрішньої охорони було перейменоване в Управління прикордонних і внутрішніх військ НКВС УРСР. 
Для поліпшення керівництва військами і розукрупнення округу із складу прикордонних військ НКВС Української РСР наказом наркома внутрішніх справ від 10 вересня 1938 року були утворені Київський і Харківський округи прикордонних і внутрішніх військ. Київський округ у своєму складі мав 10 прикордонних загонів, окремі КПП та окремий морський авіаційний загін. Харківський округ складався з одного прикордонного загону і декількох частин. 8 березня 1939 року Харківський округ прикордонних і внутрішніх військ був розформований.
У вересні 1939 року радянськими військами була окупована Західна Україна і нові ділянки державного кордону були взяті під охорони прикордонними військами Київського округу НКВС. Було сформовано сім нових прикордонних загонів (91-й і з 93-го по 97-й). Це викликало необхідність проведення нової реорганізації в окрузі. У наказі НКВС СРСР від 25 лютого 1940 року «Про заходи щодо посилення охорони державного кордону на ділянках Київського (Українського) і Білоруського прикордонних округів» вказувалося: «віддалення управління прикордонних військ Українського округу від своїх частин на 500-800 км створює труднощі в управлінні і керівництві прикордонними загонами». Тому формується Західний прикордонний округ з управлінням у Львові. Новому округу підпорядковувалися частини, що знаходилися на території західних областей України: 9 прикордонних загонів (з 90-го по 98-й), 11-а авіаескадрилья, окремий взвод зв'язку, військовий лазарет. У складі Західного округу сформований загін (1600 чоловік) із розміщенням управління загону в місті Любомлі.
26 січня 1940 року Київський округ перейменований в Український прикордонний округ. 25 лютого 1940 року Управління прикордонних військ Українського округу було перейменоване в Управління прикордонних військ Української РСР (центр — місто Київ), і йому підпорядкували сформований Західний округ (Львів). 29 червня 1940 року у складі Українського округу була сформована інспекція прикордонних військ із центром у місті Кишиневі, яка 15 серпня 1940 року була реорганізована в окремий Молдавський прикордонний округ.
Наказом народного комісара внутрішніх справ СРСР від 15 серпня 1940 року Управління прикордонних військ Української РСР було розформоване, Західний прикордонний округ перейменований в Управління прикордонних військ УРСР; всі частини колишнього Київського округу передані у підпорядкування нового Українського округу із центром у Львові.
Наказом НКВС СРСР від 28 червня 1941 року Управління прикордонних військ Української РСР було перейменоване в управління військ НКВС із охорони тилу Південно-Західного фронту.
15 квітня 1944 року було відновлене Управління прикордонних військ НКВС Українського округ із центром у місті Харкові. У серпні 1944 року центр округу був перенесений у місто Львів. 19 серпня 1944 року із частин округу був сформований Прикарпатський (з 12.09.1945 року — Закарпатський) прикордонний округ НКВС УРСР.
2 червня 1953 року Закарпатський прикордонний округ увійшов до складу Українського прикордонного округу МВС СРСР. 22 лютого 1954 року були об'єднані Український і Молдавський прикордонні округи під загальною назвою Південно-Західний прикордонний округ МВС СРСР.

## Склад округу
На 1 січня 1925 року:
- Управління округу — місто Вінниця, Українська СРР
- Олевський (з 16.09.1925 року — 19-й) прикордонний загін — м. Олевськ, Українська СРР
- Славутський (з 16.09.1925 року — 20-й) прикордонний загін — м. Славута, Українська СРР
- Ямпільський (з 16.09.1925 року — 21-й) прикордонний загін — м. Ямпіль, Українська СРР
- Волочиський (з 16.09.1925 року — 22-й) прикордонний загін — м. Волочиськ, Українська СРР
- Кам'янецький (з 16.09.1925 року — 23-й) прикордонний загін — м. Кам'янець-Подільський, Українська СРР
- Могилівський (з 16.09.1925 року — 24-й) прикордонний загін — м. Могилів-Подільський, Українська СРР
- Тираспольський (з 16.09.1925 року — 25-й) прикордонний загін — м. Тирасполь, Молдавська АСРР, Українська СРР
- Одеський (з 16.09.1925 року — 26-й) прикордонний загін — м. Очаків, Українська СРР

На червень 1941 року:
- Управління округу — місто Львів, Українська РСР
- 20-й Славутський прикордонний загін
- 22-й Волочиський прикордонний загін
- 90-й Володимир-Волинський прикордонний загін
- 91-й Рава-Руський прикордонний загін
- 92-й Перемишльський прикордонний загін
- 93-й Лісківський прикордонний загін
- 94-й Сколівський прикордонний загін
- 95-й Надвірнянський прикордонний загін
- 97-й Чернівецький прикордонний загін
- 98-й Любомльський прикордонний загін
- Коломийська окрема прикордонна комендатура — місто Коломия
- 42-й резервний стрілецький полк — місто Великі Мости
- Окрема школа молодшого начальницького складу — місто Львів
- Окрема школа молодшого начальницького складу службового собаківництва і окружний розплідник службових собак — місто Коломия
- Окрема саперна рота — місто Львів
- Окрема рота зв'язку — місто Львів
- військовий лазарет — місто Львів

## Командування округу
Командувачі округу (начальники Управління прикордонних військ)
- Бистрих Микола Михайлович — листопад 1926 — червень 1931
- Лепін Андрій Генріхович — січень 1934 — січень 1938
- Кручинкін Микола Кузьмич — січень 1938 — березень 1938
- Осокін Василь Васильович — березень 1938 — жовтень 1940
- Хоменко Василь Опанасович — листопад 1940 — червень 1941
- Бурмак Петро Васильович — квітень 1944 — червень 1946
- Никифоров Анатолій Олександрович — червень 1946 — грудень 1947
- Гребенник Кузьма Євдокимович — грудень 1947 — листопад 1951
- Горбатюк Іван Маркович — листопад 1951 — лютий 1954

1-і заступники начальника військ — начальники штабу
- Хоменко Василь Опанасович — 1939? — 1940
- Паремський Юліан Мартинович — грудень 1944 — вересень 1946
- Паремський Юліан Мартинович — вересень 1953 — лютий 1954

Заступники начальника військ — начальники Політичного відділу
- Сороцький Лев Мойсейович — січень 1928 — травень 1937
- Клюєв Олександр Андрійович — 1939 — серпень 1940
- Тельний Максим Іванович — квітень 1944 — травень 1951